# Phymatodes fulgidus
Phymatodes fulgidus är en skalbaggsart som beskrevs av Hopping 1928. Phymatodes fulgidus ingår i släktet Phymatodes och familjen långhorningar. Inga underarter finns listade i Catalogue of Life.